# بازش کن
«بازش کن» (به انگلیسی: Unlock It) ترانه‌ای از چارلی ایکس‌سی‌ایکس به‌همراه کیم پتراس و جی پارک از میکس‌تیپ ایکس‌سی‌ایکس تحت عنوان پاپ ۲ می‌باشد؛ این ترانه از «زیبا» از ای.جی. کوک نمونه‌برداری شده‌است و در سال ۲۰۲۱ بعد از اینکه در تیک‌تاک ویروسی شد نامش به «بازش کن (قفلش کن)» تغییر کرد. پیری و تامی این ترانه را کاور کرده‌اند و وایس کاور آن‌ها را به‌عنوان بهترین ترانه سال ۲۰۲۲ معرفی نموده‌است.